# Aardappeloproer (1917)

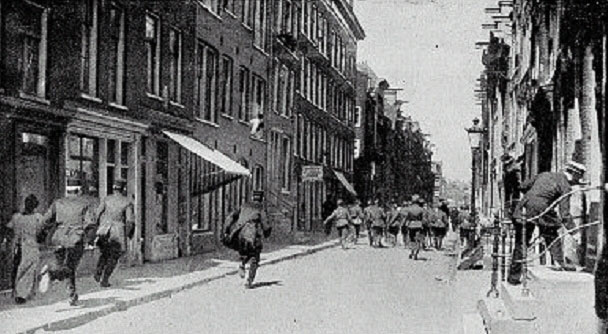
Politie achtervolgt plunderaars op een van de Oostelijke Eilanden.

Het Aardappeloproer duurde van 28 juni tot 5 juli 1917 en was een Amsterdamse volksopstand tegen de voedselschaarste tijdens de Eerste Wereldoorlog.

## Een schip met aardappelen
In het begin van de twintigste eeuw kwam er meer voedsel binnen het bereik van arbeiders. De Eerste Wereldoorlog bracht daar verandering in. Nederland was niet in oorlog, maar ondervond wel hinder van de omstandigheden. De in- en uitvoer van goederen stagneerde. Brood en ander voedsel ging op de bon en er kwamen gaarkeukens. In januari 1917 was een rantsoen voor brood ingesteld. Ondanks het gebrek aan aardappelen ging de export daarvan gewoon door.
Er was een groot tekort aan aardappelen, volksvoedsel nummer één. Wethouder Josephus Jitta wilde dat het volk zijn eetgewoontes wijzigde en rijst ging eten, dat wel voorradig was.
Op 28 juni 1917, toen er geen aardappel meer te krijgen was, werd in de volkswijken van Amsterdam bekend dat er in de Prinsengracht een schip met aardappelen lag, bestemd voor het leger. De vrouwen uit de Jordaan stroomden toe en onder leiding van onder meer Bertha de Vries-De Hondt probeerden zij de schuit te plunderen om hun gezinnen te kunnen voeden. De politie verhinderde dit.
De lokale overheden stonden machteloos, zij konden de voedseldistributie niet naar behoren regelen vanwege de "distributiewet" van Posthuma, minister van Landbouw en Distributie.

## Bloedbad op het Haarlemmerplein

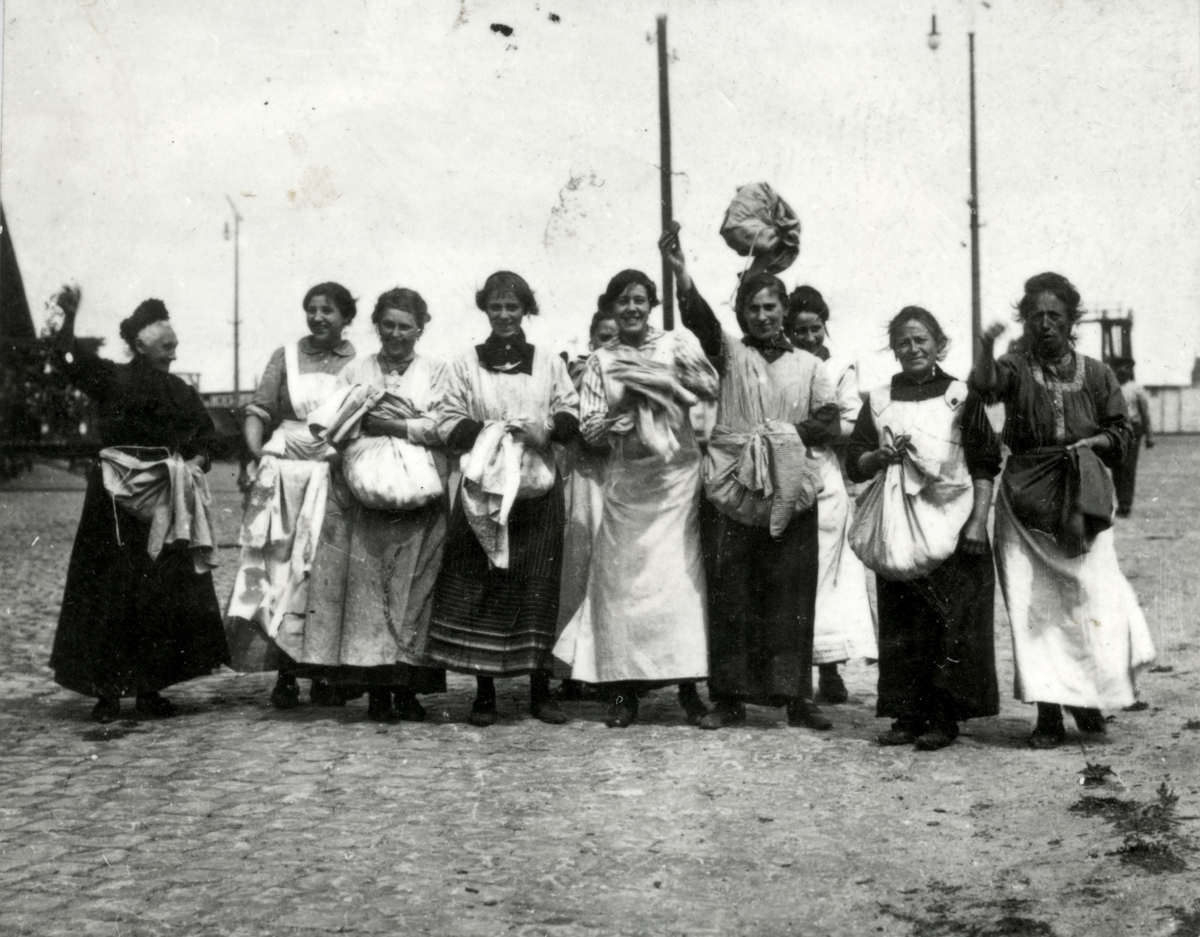
Vrouwen bij het Aardappeloproer.

Ondanks toezeggingen van de gemeente Amsterdam was de situatie een week later nog niet verbeterd. In de eerste week van juli zwollen de onlusten aan. Arbeiders van onder meer de Artillerie-Inrichtingen bij de Hembrug staakten uit solidariteit met de vrouwen. Vrouwen eisten pakhuizen en winkels te mogen inspecteren op de aanwezigheid van aardappelen, op voorraden die handelaren vasthielden om de prijzen op te drijven (speculatieve prijsopdrijving). Zwarthandelaren werden bespot in straatliederen en door kunstenaars als Jan Sluijters in De Groene Amsterdammer.
Op 2 juli werden schuiten met aardappelen en bloemkool bij de groentemarkt aan de Marnixstraat geplunderd. Bij de Oostelijke Eilanden plunderden vrouwen goederenwagons met aardappelen.
In Amsterdam zette de stellingcommandant het leger in. Op 5 juli 1917 kregen de militairen op het Haarlemmerplein het bevel met scherp te schieten op stakende Hembrug-arbeiders. Twee keer schoten zij op bevel op de menigte. De mensen vluchtten naar alle kanten en werden achtervolgd. Aan de Brouwersgracht vielen twee doden. Ook op het Kattenburgerplein was er een heftige confrontatie met de militairen. De opstand werd neergeslagen. Er vielen 9 doden en 114 gewonden.
In de tweede week van juli arriveerden nieuwe voorraden aardappelen, waarna de rust in de stad weerkeerde.

## Na de opstand
De voedselsituatie verslechterde nog verder in het laatste oorlogsjaar 1918. In de volkswijken hadden de mensen al generaties lang op de rand van de afgrond geleefd. Tijdens de Eerste Wereldoorlog verzwakten zij nog meer, de kindersterfte en sterfte onder jonge vrouwen namen toe. De ondervoeding droeg ertoe bij dat de Spaanse griep-epidemie van 1918-1919 genadeloos kon toeslaan en duizenden slachtoffers eiste. De wapenstilstand op 11 november 1918 voorkwam een volgende hongerwinter. De revolutie van Troelstra mislukte.

## Aandenken en herdenken

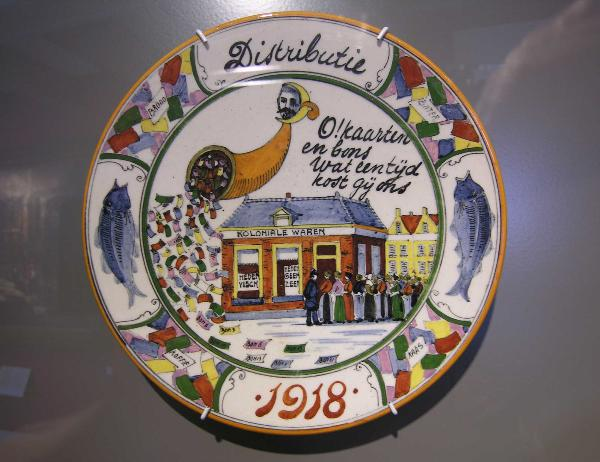
Herdenkingsbord uit 1918

Naar aanleiding van het oproer zijn er herdenkingsborden gemaakt. Op een voorbeeld uit 1918, dat te zien is in het Amsterdam Museum, is minister Posthuma op een schertsende manier weergegeven.

### Herdenkingsactiviteiten in de Jordaan
In 'De Rietvinck', Vinkenstraat 185, heeft het Jordaanmuseum in de tentoonstelling 'De Jordaancultuur' een paneel ingericht over de oproeren die in de Jordaan hebben plaatsgevonden. Aandacht is er ook voor het Aardappeloproer. Te zien is ook de foto met Jordanese vrouwen op de Cruquiuskade. Na een zoektocht naar aardappelen in pakhuizen in de Noord-Jordaan klopten zij aan bij het stadhuis en smeekten de verantwoordelijken om een eerlijke voedseldistributie. Op het gerucht dat er in De Rietlanden aardappelen waren, trokken zij daarheen. Op de Cruquiuskade konden zij na het ingrijpen van de burgemeester een portie aardappelen bemachtigen. Triomfantelijk toonden zij hun boezelaar vol met aardappelen (foto rechtsboven).
Een bewoonster legde rond 1984 getuigenissen op video en geluid vast. Dit oral-history-archief van ooggetuigenverslagen is uniek. Op basis van dit materiaal en aanvullend archiefonderzoek werd een radioprogramma gemaakt over de toedracht en werden artikelen gepubliceerd. Ook werden ter herdenking van het oproer wandelingen georganiseerd.

### Herdenkingsfestival Patatatoe
Sinds 2004 wordt op de Oostelijke Eilanden jaarlijks in september het buurtfeest "Patatatoe" gehouden met het aardappeloproer als thema. Daarbij trekt een optocht door de straten en er worden aardappels uitgedeeld.